# William H. Roddle
William H. Roddle (* 28. Dezember 1858 im Kenosha County, Wisconsin; † nach 1901) war ein US-amerikanischer Händler, Unternehmer, Jurist und Politiker (Republikanische Partei).

## Werdegang
Die Jugendjahre von William H. Roddle waren vom Sezessionskrieg überschattet.
Irgendwann zog er in das Dakota-Territorium und ließ sich in Brookings (Brookings County) nieder. Dort besaß er eine Eisenwarenhandlung.
Von 1889 bis 1890 war er Bürgermeister von Brookings. Roddle wurde zum County Treasurer vom Brooking County gewählt. Nach dem Ende seiner Amtszeit wurde er zum Secretary of State von South Dakota gewählt – ein Posten, welchen er von 1897 bis 1901 innehatte.
Roddle war Mitglied der State Historical Society of South Dakota.